# NGC 4777
NGC 4777 أو إن جي سي 4777 هيَ مجرة حلزونية متوسطة حلقية تَقع ضمن كوكبة العذراء.

## وصلات خارجية
- NGC 4777 على موقع ويكي سكاي: DSS2, SDSS, GALEX, IRAS, Hydrogen α, X-Ray, Astrophoto, Sky Map, Articles and images